# Kártalas
Los karátalas o kártalos son un instrumento de percusión formado por dos platillos unidos por una cuerda o una cinta de tela.
Son de uso frecuente en las tradiciones del hinduismo para acompañar el canto Kirtan (canto en voz muy fuerte) o el bhayan (canto en voz suave).
Frecuentemente se utilizan con el Mridanga de terracota (o ―actualmente― de plástico) y a veces con un armonio.
Los devotos de la Asociación Internacional para la Conciencia de Krishna utilizan kártalos para realizar harinam (canto en las calles de canciones dedicadas a Krishna).
La ejecución se logra golpeando suave o fuertemente los kártalos entre sí: se atan con cintas de tela al dedo medio de cada mano y se entrechocan. Generalmente al tocar durante demasiado tiempo o con demasiada fuerza, se lastima la segunda falange de estos dedos.

## Etimología sánscrita
- kará-tāla, en el sistema AITS (alfabeto internacional para la transliteración del sánscrito).
- करताल, en escritura devanagari del sánscrito.
- Pronunciación: /karátala/[1] o actualmente /kártalo/ (más parecido a su pronunciación en bengalí).
- Etimología: kará-tāla significa ‘marcar el tempo (tala) mediante un aplauso rítmico (kará: manos)’.

### Palabras afines
- kará-tala: la palma de la mano.
- kará-tala-tāla: aplaudir rítmicamente con las palmas de las manos.
- kará-tala-sthá: que está sobre la palma de la mano.
- kará-tāla: instrumento musical, un platillo.
- kará-tālaka: plato.
- kará-tālikā: marcar el tiempo mediante un aplauso rítmico.
- kará-tālikā: un tipo de platillo

## Instrumentos similares
Aunque a menudo se los confunde con los chinchines o Crótalos, los kártalas son más parecidos a los platillos, aunque su construcción es más pesada y producen un sonido más puro.